# Seznam bolgarskih divizij druge svetovne vojne
Seznam bolgarskih divizij druge svetovne vojne.

## Pehotne
- 1. pehotna divizija
- 2. pehotna divizija
- 3. pehotna divizija
- 4. pehotna divizija
- 5. pehotna divizija
- 6. pehotna divizija
- 7. pehotna divizija
- 8. pehotna divizija
- 9. pehotna divizija
- 10. pehotna divizija
- 11. pehotna divizija
- 12. pehotna divizija
- 13. pehotna divizija
- 14. pehotna divizija
- 15. pehotna divizija
- 16. pehotna divizija
- 17. pehotna divizija
- 21. pehotna divizija
- 22. pehotna divizija
- 24. pehotna divizija
- 25. pehotna divizija
- 27. pehotna divizija
- 28. pehotna divizija
- 29. pehotna divizija